# Amyema bifurcata
Amyema bifurcata é uma planta epifítica, florescente e hemiparasitária da família Loranthaceae, nativa da Austrália e encontrada na Austrália Ocidental, Território do Norte, Queensland e Nova Gales do Sul.

## Ecologia
A. bifurcata é encontrada em cerca de 22 espécies de Eucalyptus, cinco espécies de Angophora, em Acacia acuminata e em Nitraria billardierei.

## Taxonomia
Foi descrita primeiramente por Bentham em 1867 como Loranthus bifurcatus, com o seu género sendo alterado para Amyema por Tieghem em 1894.